# ويليام وارهام
 ويليام وارهام  (1450 تقريبًا - 22 أغسطس 1532) كبير أساقفة كانتربري. تلقى تعليمه في كلية وينشستر والكلية الجديدة، أكسفورد، وتخصص بعد ذلك في تدريس القانون في لندن وأكسفورد.
وفي عهد الملك هنري السابع، أصبح مبعوثًا دبلوماسيًا للملك، حيث أرسله لترتيب زواج ملكي بين ابن هنري آرثر أمير ويلز وكاثرين أراغون. ثم أصبح أسقف دورهام في عام 1497، كما شارك في الإتفاق على العديد من المعاهدات التجارية وغيرها مع ماكسيميليان الأول إمبراطور الإمبراطورية الرومانية المقدسة الذي كان أيضًا كونت فلاندرز والوصي على دوق بورغوندي.
وفي عام 1502، أصبح وارهام أسقفًا للندن وحامل الختم الملكي، لكنه لم يستمر في المنصبين، حيث أصبح مستشارًا للملك وكبير أساقفة كانتربري في عام 1504. وفي عام 1506، أصبح مستشار جامعة أكسفورد، وهو المنصب الذي ظل يشغله حتى وفاته. وفي عام 1509، ككبير لأساقفة كانتربري، زوّج ثم توّج الملك هنري الثامن وزوجته الأولى كاثرين أراغون.
كانت قراراته ككبير أساقفة كانتربري، تعسفية إلى حد ما، مما أدى إلى استقالة من منصب مستشار الملك في عام 1515، وخلفه توماس وولسي الذي كان قد أصبح أسقف لنكولن في العام السابق. كانت هذه الاستقالة ربما بسبب عدم رضاه عن السياسة الخارجية لهنري.
شارك وارهام في الاجتماع السري لقرير مدى صحة زواج هنري من كاثرين في عام 1527. وفي فبراير 1532، احتج على القوانين الخاصة بالكنيسة التي أصدرها البرلمان عام 1529، ولكن هذا لم يمنع نقل تبعية الكنيسة إلى الدولة في وقت لاحق من العام نفسه. توفي وارهام في نفس العام، ودفن في كاتدرائية كانتربري.